# Hidenori Ishii
Hidenori Ishii (Chiba, 23 september 1985) is een Japans voetballer.

## Carrière
Hidenori Ishii tekende in 2008 bij Montedio Yamagata.